# Muixeranga (danza)
La muixeranga (pronunciado mujʃeˈɾaŋɡa) es el nombre que recibe un conjunto de danzas y torres humanas originarias de la Comunidad Valenciana (España) que se preservan en Algemesí (Valencia) y en otros muchos sitios de la Comunidad Valenciana.
Más que una danza propiamente dicha es un conjunto de cuadros plásticos con intencionalidad representativa, que participa en diversas fiestas religiosas de los pueblos donde son típicas. Así, por ejemplo en Algemesí se representan en las Procesiones de Nuestra Señora de la Salud, la Fiesta Mayor de Algemesí (7 y 8 de septiembre).

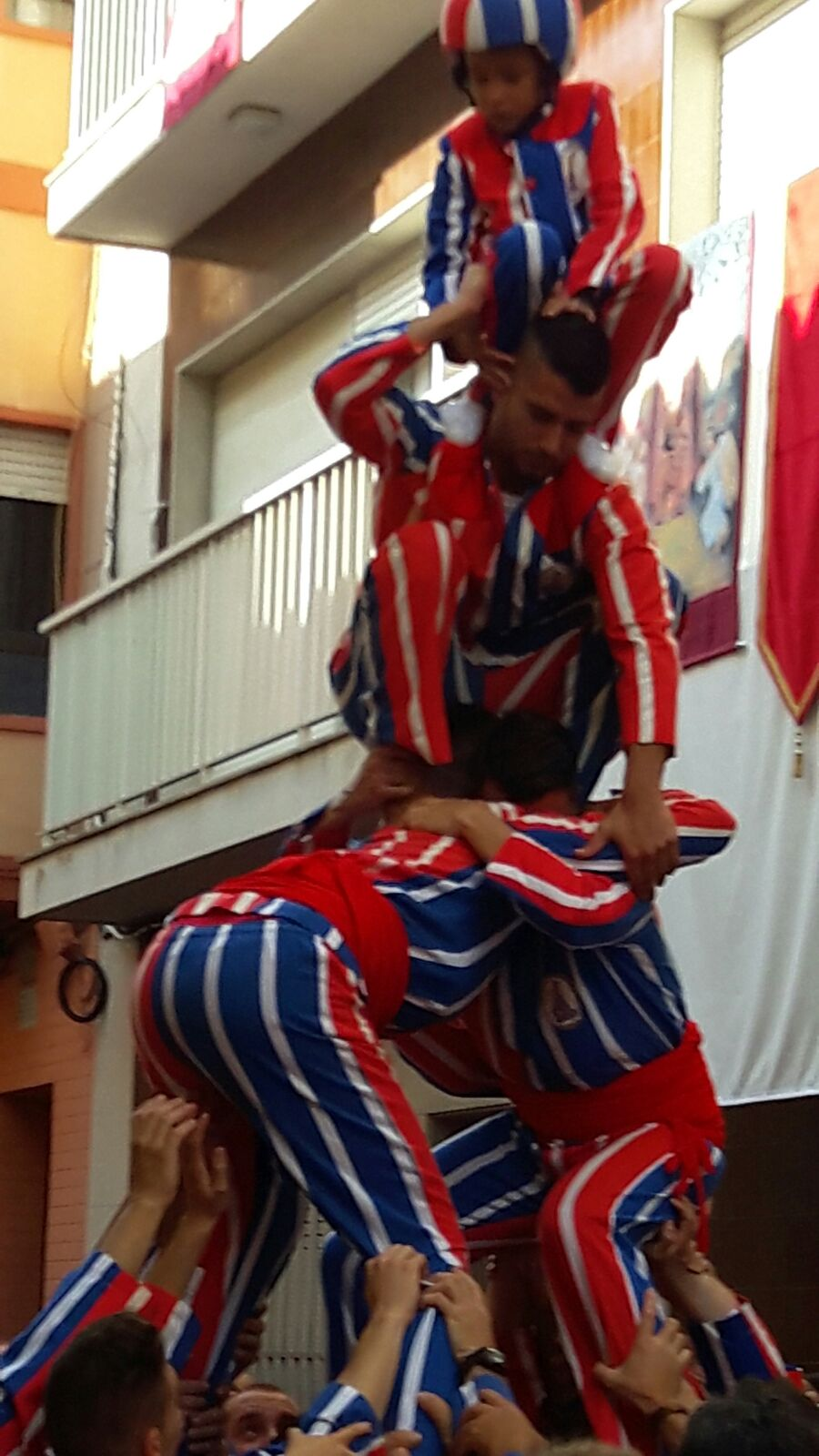
Muixeranga de Algemesí.

## Origen

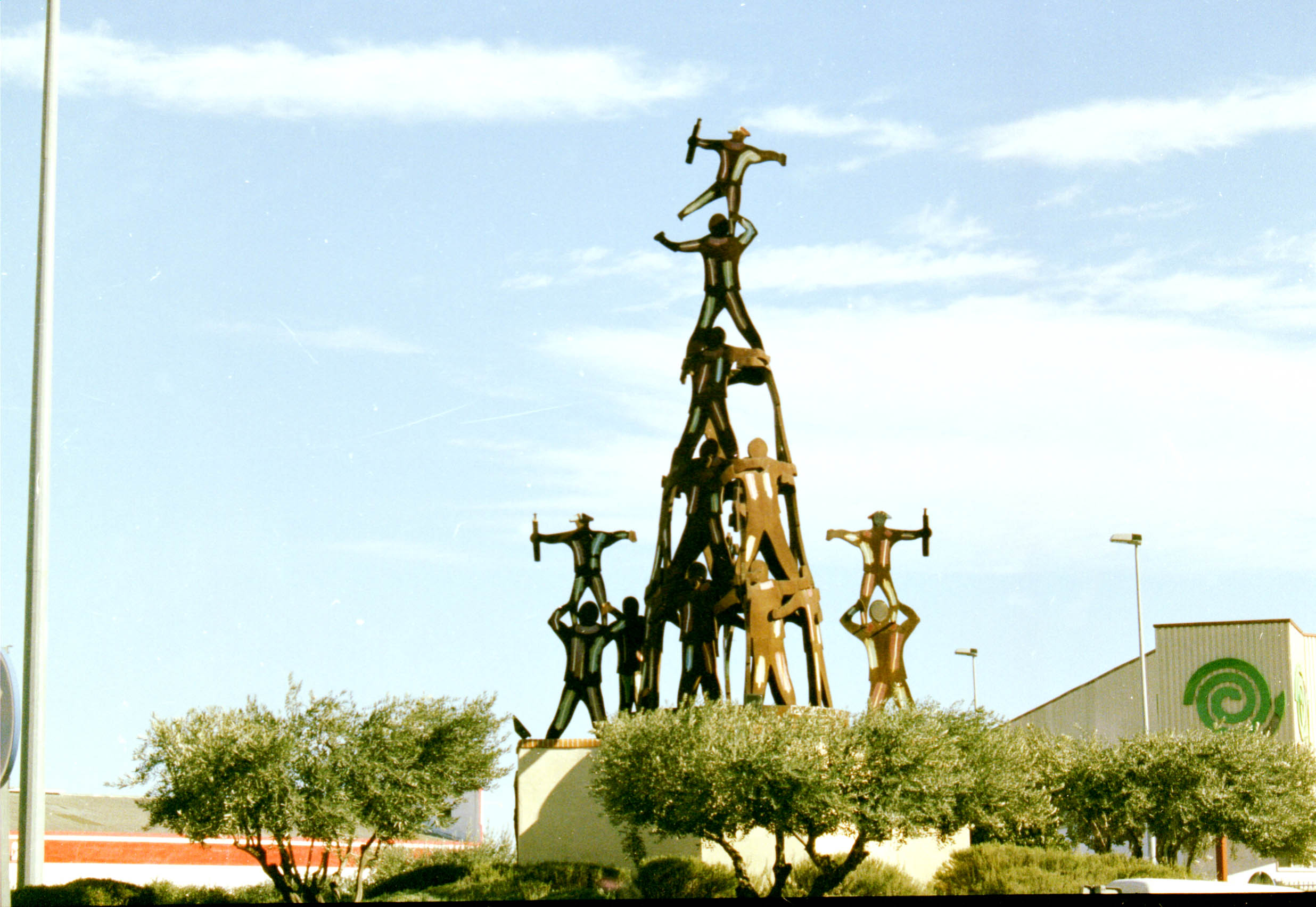
Monumento dedicado a la Muixeranga en las calles de Algemesí.

La primera cuestión a mencionar vendría constituida por las opiniones que hay con respecto al nombre. Por una parte, hay opiniones documentadas que en 1947 defendían la procedencia del nombre, de la palabra árabe mochain, con significado de ‘enmascarado’ o ‘encapirotado’. Por otra, hay quien piensa que recibe el nombre genérico por ser la primera danza que aparece abriendo marcha, en recuerdo de los antiguos desfiles y procesiones o fiestas públicas —moixigangues—, con comparsas y gente disfrazada, que se celebraban por causa de algún acontecimiento remarcado, y probablemente deriven de las mojigangas populares de los siglos XVI y XVII.
Las más antiguas crónicas escritas que la vinculan en Algemesí datan del primer tercio del siglo XVIII, pero de su constante y firme presencia muy bien puede pensarse en un origen mucho más antiguo. Concretamente la tradición dice que la fiesta se remonta a 1247, cuando se halló una imagen mariana en el tronco de una morera, que da lugar a una procesión, danzas y música de origen pagano como de fe por las calles de la localidad valenciana.  Por todo ello es por lo que la Unesco la reconoce como Patrimonio Inmaterial de la Humanidad. Siendo que la tradición ha sido transmitida de generación en generación.
Si nos atenemos a referencias de crónicas, la fecha de 1724, celebración de las primeras fiestas solemnes en honor de Nuestra Señora de la Salud, podría ser la más antigua que la vincula a la Fiesta; pero si tenemos en cuenta la constatación documental de los Libros de Cuentas de la Villa, desde 1733 y desde entonces, ya con cadencia anual al liquidarles el sueldo a los dulzaineros que tocaban en la Fiesta, es el más exacto hito cronológico.
La muixeranga de Algemesí celebró en 2013 el 40.º Aniversario desde que en 1973 casi desapareciera y en tal ocasión celebró con un acto conmemorativo un homenaje multitudinario a las 30 personas que en 1973 consiguieron sacar a adelante uno de los bailes más simbólicos de Valencia, hoy ya una fiesta Patrimonio de la Humanidad.

## Difusión, evolución y extensión geográfica
Arraigada en tiempos pretéritos en diversas comarcas valencianas, Algemesí (Valencia) tiene el honor de haberla conservado ininterrumpidamente, y recibe el homenaje de reconocimiento constante por parte de los componentes de las Collas castelleras de algunas comarcas de Cataluña. Hay estudiosos que creen en la posibilidad que se extendiera por algunos concretos puntos de las comarcas del sur, en relación con la implantación del arroz en el Delta del Ebro, con el nombre antiguo de Baile de Valencianos, que está registrado que se utilizaba. 
Aunque los estudios más recientes demuestran que grupos ejecutores de Muixeranga, conocida fuera de Valencia como Baile de Valencianos, viajaron para actuar en diversas poblaciones de la península ibérica. En el área Tarragona-Reus-Valls empezaron a imitar a los "Valencianos" a finales del XVII y fue en esta zona donde se produce la evolución que perdería los bailes y haría las torres más altas convirtiéndose en Castells.
Sobre la presencia de muixerangues (o mojigangas) en otros pueblos de la Comunidad Valenciana, hay que citar Peñíscola, Titaguas, La Alcudia y, de más reciente recuperación también se baila en Ollería en Gandía, Sueca, Silla, Valencia, Alicante, Castellón de la Plana, Oliva o Pego.
De hecho, los castillos humanos también se realizan en Aragón, siendo el más famoso El Dance de Tauste en la comarca de las Cinco Villas. Es posible que los de estas tierras, la muixeranga y los castellers catalanes dan apoyo a la teoría de un origen común a las moixigangues.

## Características de lamuixeranga
En la actualidad los miembros son tanto hombres como mujeres –aunque antiguamente solo eran aceptados los varones–, de todo tipo de profesiones, de número irregular —en la actualidad salen unos doscientos pero antiguamente sólo unos treinta—, dirigidos por un maestro, que se encarga de la coordinación de los montajes del baile, torres, figuras y de los ensayos previos. Hombres de fuerza y habilidad, en tiempos pasados cargadores y obreros de villa de profesión, nos percatan de un cierto carácter gremial como a aglutinante del grupo. La memoria colectiva tiene por mítico los tiempos en el que Enric Cabrera fue maestro allá por los años veinte. Igualmente es recordado Llorca el barbero, entre los cuarenta y los setenta. Hoy el abanico profesional de sus componentes, es amplio en correspondencia con una sociedad diversificada. Acompañando el grupo algunos miembros llevan unos botijos característicos cortados por la mitad y pintados a rayas con los colores típicos de la misma muixeranga (diseño creado por el muixeranguer Juan Ezquer en 1973), sirven los mismos para recolectar fondos para las actividades de ésta.
La indumentaria consta de una blusa ceñida y recta, botonadura por delante, pantalones largos, sombrero orejudo y alpargatas de suela delgada. La tela es basta y fuerte a tiras verticales rojas y azules sobre fondo de rayas blancas con disposición arlequinada, exceptuado el traje del maestro, que lleva cada pieza de un solo color. Es la tela chabacanamente conocida como de colchón, y es claro que antes era de tiras rojas irregulares sobre fondo blanco, sin tanto de color. Por mucho que se ha dicho sobre esta, desde siempre, un tanto extravagante vestimenta, parece más bien que el origen es por razón de las disponibilidades de los antiguos proveedores del vestuario.

### Música y simbología
La danza se acompaña con una música de tabalet y dulzaina, con una tonadilla muy característica, de autor desconocido.
Algunos sectores (Joan Fuster, entre otros) han querido reivindicar la música de la muixeranga como himno de la Comunidad Valenciana.

### La Muixeranga de Algemesí

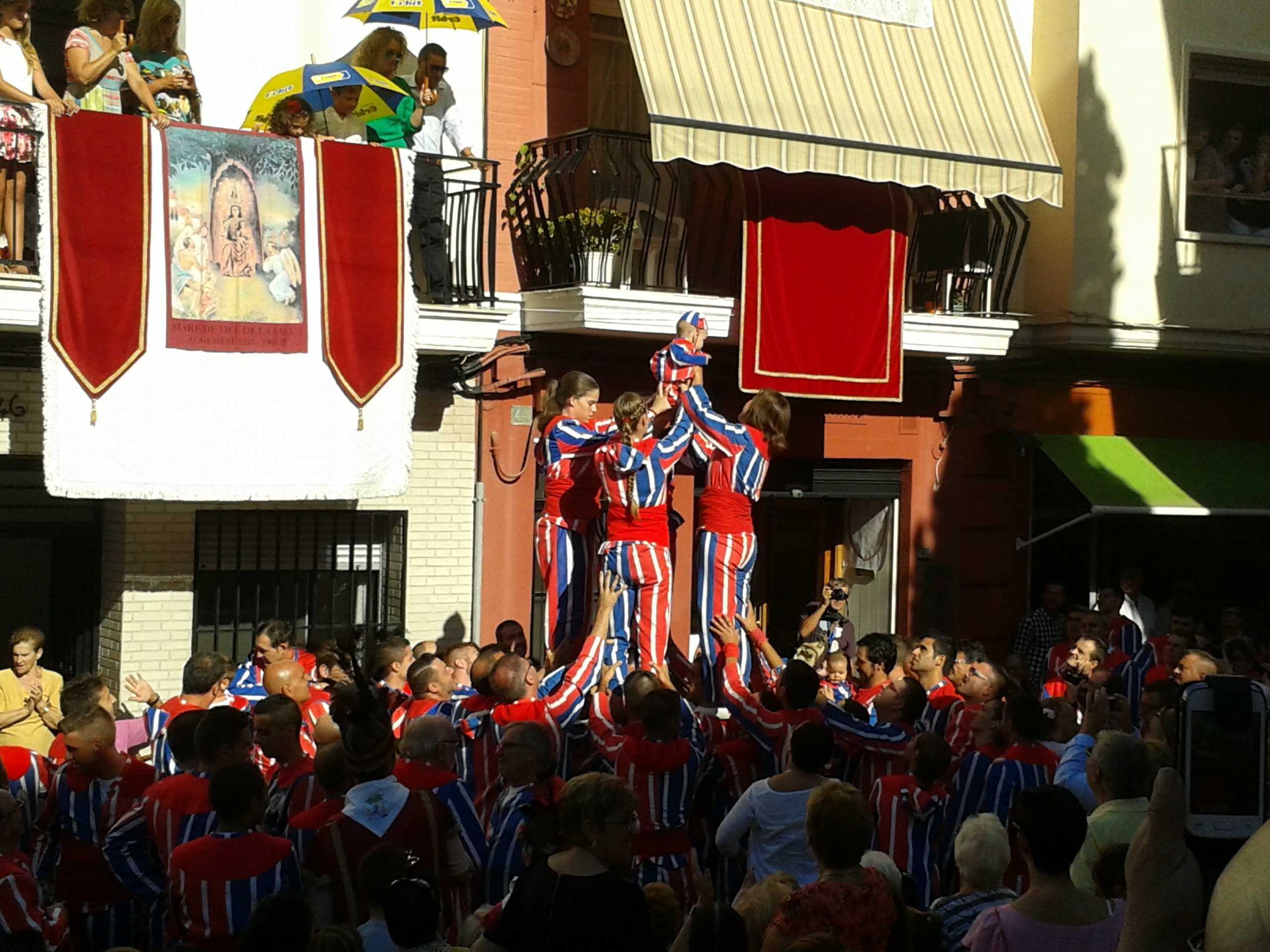
Muixeranga de Algemesí haciendo una figura conocida como marieta.

## Collas

### LaNova Muixeranga de Algemesí

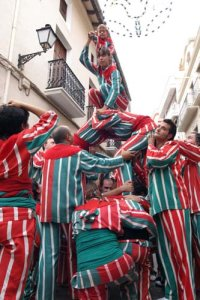
La nova muixeranga de Algemesí.

La Nueva Muixeranga de Algemesí es una muixeranga algemesinenca nacida en 1997 para incorporar a la mujer al baile, cuya presencia hasta entonces había sido vetada. Fue creada por algemesinenques y algemesinencs que se oponían a la negativa de aceptar mujeres en las actuaciones por parte de la otra muixeranga de la ciudad. Se considera heredera, junto con los Amigos de la Muixeranga, de la tradición de la Muixeranga de Algemesí, remontando así su historia hasta el año 1733.
El primer ensayo de la asociación tuvo lugar el 13 de marzo de 1997, en los jardines traseros de la Capella de la Troballa, y no fue hasta casi un año más tarde, el 31 de enero de 1998, en que hizo la presentación oficial al pueblo de Algemesí. El segundo año de existencia, la asociación recibió el premio de la Federación de Mujeres Progresistas del País Valenciano y un reconocimiento social implícito en forma de muchas actuaciones respaldadas por la asistencia de numeroso público. El 7 y 8 de septiembre de 1998 formó por primera vez parte de los bailes de las Fiestas de Nuestra Señora de la Salud de Algemesí, considerados como la actuación anual más importante.
Esta muixeranga, según datos de 2006, está formada por poco más de 200 muixerangueros, mayoritariamente habitantes de Algemesí, aun cuando también forma parte un porcentaje considerable de gente de pueblos vecinos. La media de edad de la pandilla se sitúa en torno a los 25 años, debido en parte a contar con un gran número de niños y niñas. Los ensayos tienen lugar en la Casa de los Deportes de Algemesí, contando la asociación con su sede en la calle Nueva del Convento donde desarrolla las actividades sociales.

Cabos de Colla de la Nueva Muixeranga
- Raül Sanxis (marzo de 1997 - septiembre de 2001)
- Germán Tortajada (octubre de 2001 - diciembre de 2001)
- Ester Ferrer (diciembre de 2002 - diciembre de 2004)
- Eduard Ferrer (enero de 2005 - octubre de 2005)
- Ester Ferrer (noviembre de 2005 - diciembre de 2005)
- Vicent Esteve Jorques "Tico" (diciembre de 2005 - octubre de 2007)
- Ester Ferrer (octubre de 2007 - noviembre de 2009)
- Rafa Cerezo (noviembre de 2009 - enero de 2011)
- Mariano Fraind (enero de 2011 - ?)

## La Muixeranga y el Museo Casteller de Cataluña
Derivado de los vínculos existentes entre esta representación y los actuales castell, la Muixeranga está incluida en el discurso museográfico del Museo Casteller de Cataluña que se está construyendo en Valls.
Se trata de un proyecto ideado hace más de 40 años cuando el vallense Pere Català Roca apuntó la necesidad de su creación. Finalmente, en el año 2015 se inician las obras de construcción del edificio situado en el Barrio Antiguo de Valls. El edificio, obra del arquitecto catalán Dani Freixes Melero y su empresa Varis Arquitectes acogerá la museografía diseñada por la empresa del museógrafo Ignasi Cristià, ganador del concurso público. Así mismo, la empresa Lavinia Spurna Visual se encargará de los audiovisuales del Museo.
- "La Experiencia de los Castillos Humanos. Museo Casteller de Cataluña - Valls" en YouTube

Unas celebraciones castelleras, como las del Concurso de castells de Tarragona, han presentado también actuaciones de muixeranga para subrayar los vínculos entre las dos tradiciones. 

## Enlaces
- Web no oficial de la Muixeranga (de aquí se ha extraído la mayor parte de la información de este artículo que, al mismo tiempo, proviene del libro "La Muixeranga de Algemesí", Josep Antoni Domingo, con permiso)
- La Nova Muixeranga de Algemesí
- Muixeranga.Info és un portal sobre las diversas Muixerangues de la Comunidad Valenciana